# Diario de un hooligan
The Football Factory (titulada Diario de un hooligan en España) es una película británica de 2004 dirigida por Nick Love y protagonizada por Danny Dyer, Tamer Hassan, Frank Harper y Neil Maskell. Es una libre adaptación de la novela The Football Factory de John King. 
La película es la primera incursión a la cinematografía de los productores de videojuegos Rockstar Games, acreditados como productores ejecutivos. En 2004, la revista de los hinchas del club de fútbol Chelsea F. C., llamada cfcuk, realizó una edición especial con el título cfcuk-The Football Factory para coincidir con el estreno de la película.

## Contenido
La película empieza con un asalto violento al protagonista Tommy Johnson (Dyer), hecho que le hace preguntarse si vale la pena luchar. Tres semanas después, el club de hooligans del Chelsea lucha contra el del Tottenham Hotspur y gana.
Tommy y su mejor amigo Rod King (Maskell) celebran su victoria saliendo de marcha en el este de la ciudad, donde conocen a dos chicas (Tointon y Linfield) que les llaman la atención. Pasan la noche con las dos en la casa de una de las chicas. 
Tommy se despierta cuando el hermano de la chica le pone un cuchillo en la garganta porque piensa que la ha violado. Rod acude a su rescate con un bate de criquet y golpea al chico en la cabeza, lo que permite huir a ambos. Al mismo tiempo, Fred (Hassan), el líder del club Millwall  compra en secreto drogas a Billy Bright (Harper), un antiguo miembro de los Headhunters. Entonces Fred se entera de que han dejado inconsciente a su hermano con un bate de criquet, lo que llevará a una intensa enemistad entre él y Tommy.
Cuando la tercera ronda del FA Cup (Copa del Torneo de la Asociación de Fútbol) va a comenzar, el club espera con nerviosismo saber qué equipos jugarán, pero lo más importante, a qué club deberán enfrentarse: para el horror de Tommy, su equipo luchará contra Millwall. Después la película refleja las pesadillas de Tommy, en las que aparece un chico sin cara que se convierte en Zeberdee (Manookian).
Tommy intenta olvidar todo eso peleándose con los Liverpool’s Urchins y dos miembros del Stoke City's Naughty Forty, que le atacaron anteriormente. Rod, Tommy y Billy quedan detenidos por provocar a los hinchas de Stoke y terminan en un furgón policial junto con cinco hinchas de Stoke. Allí se desencadena un intercambio de insultos entre Stoke y Billy, el único dispuesto a luchar.
En los tribunales, Rod conoce a una proveedora de pruebas con la que se encapricha  y terminan saliendo juntos, poniendo sus días en peligro, viendo cómo sus padres son unos engreídos de clase media a quienes Tommy no puede soportar, sobre todo cuando la madre le llama Thomas.
En la preparación del partido, en el estadio The Den, Billy y Fred comienzan una pelea durante un partido entre el Millwall y el equipo juvenil del Chelsea, debido a que Fred llama a  Billy "maltratador de mujeres" y Fred intenta pelearse con Tommy en los baños del local del Chelsea; Tommy se disfraza de Dorian, y Rod le llama para confirmar que realmente es él. Billy tiene aún más problemas a los que hacer frente cuando entra en depresión  debido a que el líder de la firma Tony Harris le llama "maldito inútil" delante de sus mejores compañeros, mientras ignora que Billy estaba escuchando esto.
Por fin llega el gran día, Zeberdee despierta a Tommy la mañana del partido. Zeberdee no puede disimular su emoción por el encuentro y lleva a Tommy al local para reunirse con sus colegas hooligans. Tommy empieza a estar preocupado por la ausencia de Rod, que está cenando con su novia y sus padres. Entonces Rod se empieza a poner nervioso por el partido así que deja plantada a la familia y manda a freír espárragos a la novia, llamándoles capullos de clase media. Rod, pues, se reúne con la firma, para alegría de Tommy, y la firma va a los suburbios para pelear con sus rivales del Millwall. 
La firma se reúne en el sur profundo, la zona hooligan de Millwall, y emerge una intensa pelea en la que Tommy acaba inconsciente y en estado grave después de que Fred le golpee y apedree hasta dejarlo medio muerto.  Se revela que Tommy sobrevive a la pelea, pero aparece postrado en la cama junto a su abuelo, Bill Farrell (Sutton), a quien previamente le había dado un infarto. Bill entonces le pregunta a Tommy: “¿Merece la pena?”. Más tarde Tommy se pasa por el local del Chelsea para reunirse con sus amigos, que le ovacionan de pie cuando llega.
Después, le da un mechero a Zeberdee para que pueda ir a los servicios para esnifar cocaína. Pero, mientras la está preparando, un traficante de drogas al que Zeberdee había atacado, aparece de la nada y le pega un tiro en la cabeza, matándolo en el acto. 
Al final, se revela que Bill Farrell vive sus últimos años en Australia, Billy Bright está cumpliendo siete años de cárcel por dos cargos de actos de violencia relacionados con el fútbol, Harris sigue siendo  el jefe de la firma, Raff (MacNab) el amigo mejor de Zeberdee, todavía es “un ratero hijo de puta” y Rod vive en Penge y dirige su compañía de aire acondicionado.

## Reparto
- Danny Dyer — Tommy Johnson, un veinteañero aburrido, vive para disfrutar los fines de semana. La emoción que viene con el partido más importante entre el Chelsea y el Millwall ha dejado su vida en un completo caos; quiere escapar de esta pesadilla.

- Frank Harper — Billy Bright, de unos cuarenta años de edad, perteneciente a la generación anterior de la firma. Está amargado porque cree que el país y el sistema le han hecho fracasar. Lejos del público, ante el cual inspira respeto para impresionar a los más jóvenes de la firma, es un carácter solitario y triste y su vida está fuera de control.

- Neil Maskell — Rod, el mejor amigo de Tommy. Es un chico seguro de sí mismo que sigue, sin cuestionárselo, el camino que determinan sus compañeros.

- Roland Manookian — Zeberdee, un chico más joven que el resto, procedente de las filas del Chelsea. Su vida se ha convertido en un callejón sin salida lleno de drogas y crímenes. Con nada que perder y sin nadie que vigile sus acciones y mire por su bien, Zeberdee aspira a ser un chico 10. Desafortunadamente, su falta de astucia le provocará problemas.

- Calum MacNab - Raff, el mejor amigo de Zeberdee.

- Tamer Hassan — Millwall Fred, es el capitán de la banda Millwall, archienemigo del Chelsea. Los problemas se desencadenan cuando el camino de Tommy se cruza accidentalmente con el de Fred. Comienza entonces la venganza.

- Dudley Sutton — Bill Farrel, pertenece a una antigua generación, un veterano de la Segunda Guerra Mundial, que a sus setenta vive en el recuerdo constante de su pasado junto a un amigo de la infancia, Albert Moss, quienes planean retirarse a Australia.

- John Junkin — Albert Moss.

- Jamie Foreman — Un taxista racista que no tiene miedo de que sus clientes sepan lo que piensa.
- Tony Denham — Harris, el cabecilla del Chelsea, el cual lo organiza y maneja como si fuera una operación militar.
- Kara Tointon — Shie.
- Sophie Linfield — Tamara.
- Danny Kelly — El comentarista de la radio.